# Aaron Lewis
Aaron Francis Lewis (Rutland, Vermont, 13 de abril de 1972) es un cantante y compositor estadounidense. Es fundador y cantante del grupo de metal alternativo Staind y actualmente está más centrado en su carrera en solitario, donde se ha decantado por la música country. Nació en Rutland, Vermont y creció en Longmeadow, Massachusetts. Lewis ha sido nominado a 3 Premios Grammy.
En 2006, se ubicó en el número 49 en la encuesta de los 100 mejores vocalistas de heavy metal realizado por Hit Parader.

## Biografía
Su padre es católico de origen italiano, galés e inglés.
A lo largo de su vida trabajó en diseño, limpió cuartos de hotel, y actuó él solo en bares alrededor de toda Atlanta, hasta llegar a ser músico profesional. Está casado con Vanessa Lewis y tiene dos hijas, Zoe Jane y Nyla Rae, así como dos hermanas, Yvette y Rachel, y dos hermanos, Justin e Ian.
Con Staind ha sacado al mercado 7 LP: Tormented, Dysfunction, Break the Cycle, 14 Shades of Grey y Chapter V, The Greatest Hits 1996-2006, The Illusion of Progress y su último trabajo musical homónimo Staind, además de haber hecho un gran número de colaboraciones con otros grupos (como Linkin Park, Sevendust, Corey Taylor, o Cold) y haber realizado también giras en solitario.
A partir de 2010, comenzó a incursionar su carrera como solista en la música country con la grabación del EP Town Line lanzado en marzo de 2011. Éste incluye el sencillo «Country Boy» el cual alcanzó el número 87 del Billboard Hot 100. En noviembre de 2012 lanzó su álbum debut The Road ya inmerso en el género country. Logró debutar en el número 30 del Billboard 200 del cual se desprendieron los sencillos «Endless Summer», «Forever» y «Granddaddy's Gun».

## Postura política
Aaron Lewis es muy afín al Partido Republicano y en varias ocasiones ha expresado públicamente sus puntos de vista conservadores. Apoyó a Donald Trump de cara a las Elecciones presidenciales de Estados Unidos de 2016, aunque dijo estar decepcionado con sus disputas e insultos. Durante sus giras de 2019 y 2020 llevaba una gorra con el eslogan de Make America Great Again. 
Lewis ha estado abiertamente en contra de las vacunas y las obligaciones de llevar mascarillas durante la pandemia del COVID-19.

## Discografía
Como solista

### Álbumes
En estudio
- 2024: The Hill
- 2022: Frayed At Both Ends
- 2019: State I'm In
- 2016: Sinner
- 2012: The Road

EP
- 2011: Town Line

### Sencillos
- «Outside» (2000) (con Fred Durst)
- «Country Boy» (2011) (con George Jones y Charlie Daniels)
- «Endless Summer» (2012)
- «Forever» (2012)
- «Granddaddy's Gun» (2012)
- «That Ain't Country» (2016)
- «Am I The Only One» (2021)

### Colaboraciones
| Año  | Canción                                                      | Artista(s)             | Álbum                       |
| ---- | ------------------------------------------------------------ | ---------------------- | --------------------------- |
| 1999 | «No Sex»                                                     | Limp Bizkit            | Significant Other           |
| 2000 | «Bleed»                                                      | Cold                   | 13 Ways to Bleed on Stage   |
| 2000 | «Send in the Clowns»                                         | Cold                   | 13 Ways to Bleed on Stage   |
| 2001 | «Follow»                                                     | Sevendust              | Animosity                   |
| 2001 | «What's Going On (Dupri Original Mix)» (con varios artistas) | All Star Tribute       | What's Going On             |
| 2002 | «Black» (en vivo)                                            | Aaron Lewis            | The Family Values Tour 2001 |
| 2002 | «Creep» (en vivo)                                            | Stone Temple Pilots    | The Family Values Tour 2001 |
| 2002 | «One Step Closer» (en vivo)                                  | Linkin Park            | The Family Values Tour 2001 |
| 2002 | «Krwlng»                                                     | Linkin Park            | Reanimation                 |
| 2004 | «Falling Out»                                                | Jimmie's Chicken Shack | Re.present                  |

### Álbumes
En estudio
- 1996: Tormented
- 1999: Dysfunction
- 2001: Break The Cycle
- 2003: 14 Shades Of Grey
- 2005: Chapter V
- 2008: The Illusion Of Progress
- 2011: Staind
- 2023: Confessions Of The Fallen